# La Dame des tropiques
Pour plus de détails, voir Fiche technique et Distribution.

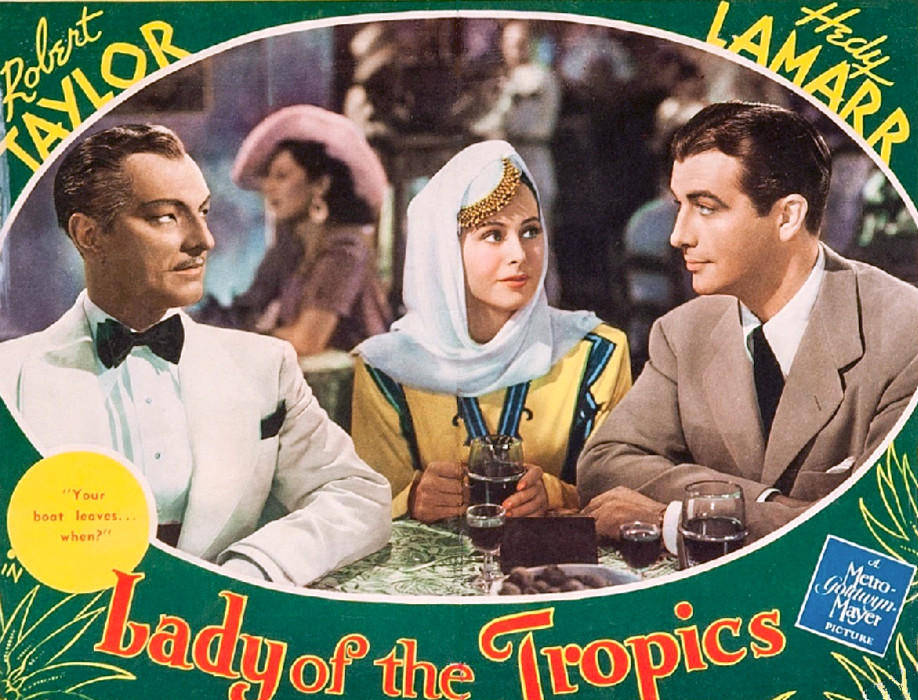

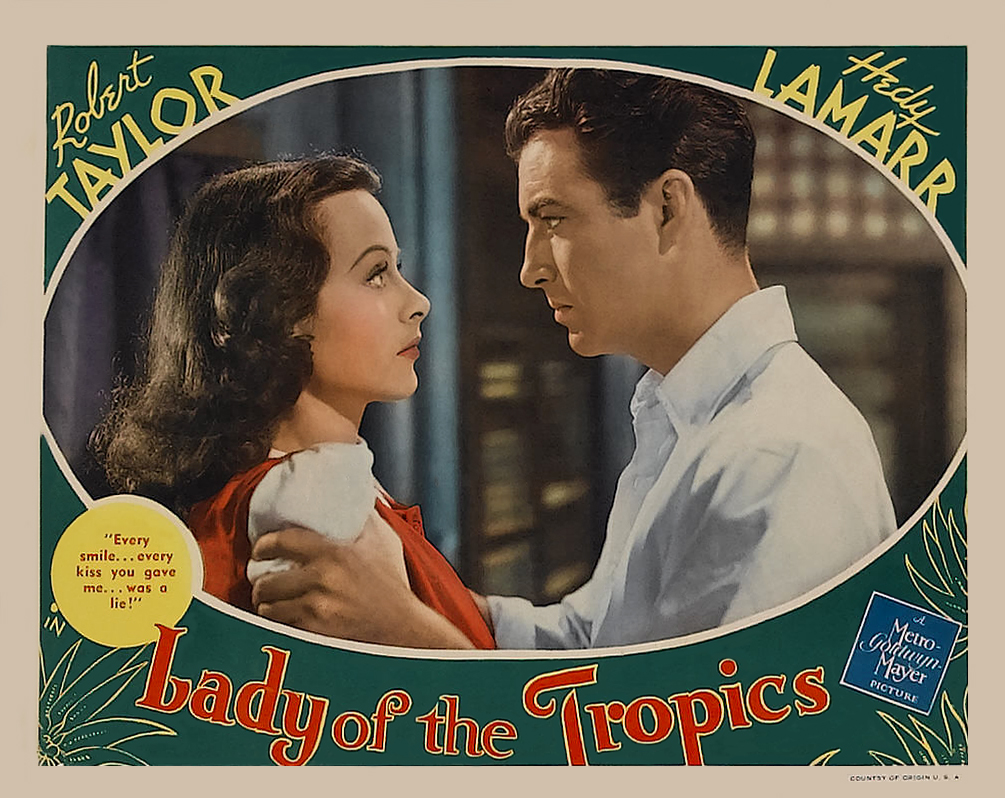

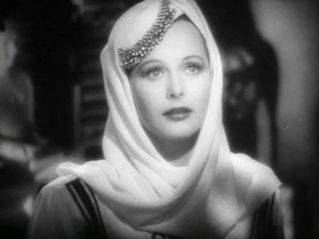
Hedy Lamarr

La Dame des tropiques (Lady of the Tropics) est un film américain réalisé par Jack Conway en 1939, produit par la Metro-Goldwyn-Mayer

## Synopsis
William Carey (Robert Taylor), un Américain de passage à Saigon, rencontre une jeune femme mystérieuse, Manon (Hedy Lamarr). Celle-ci est accompagnée d'un Français, Delaroche, qui doit lui procurer un passeport pour pouvoir quitter le pays. Son visa est cependant refusé. Lors d'une soirée passée ensemble dans un bar et dans les rues de Saigon, Carey tombe amoureux de Manon. Il ne repart pas avec son bateau, pour essayer de la retrouver. Lorsqu'il la retrouve, il découvre que celle-ci est promise en mariage à un prince local. Après la cérémonie de mariage, il la ramène à Saigon et l'épouse. Entretemps, elle avait également donné sa promesse de mariage à Delaroche, craignant celui-ci. Après le mariage, les autorités françaises refusent systématiquement de donner un passeport à Manon, empêchant le couple de quitter le pays. Ils n'ont plus d'argent. Manon va trouver Delaroche, pour que William puisse travailler, car il est partout refusé. Delaroche procure un emploi à Carey dans une plantation d'hévéas, afin de l'éloigner de Saigon. Carey ne comprend pas la manœuvre. Manon doit s'exhiber avec Delaroche à l'opéra, à une représentation de Manon Lescaut. En échange, il lui donne un passeport. Lorsque Carey revient, il reçoit une lettre anonyme de Delaroche et découvre que Manon était avec cet homme à l'opéra. Pensant que Manon l'a trahi, il la répudie et s'en va chez Delaroche pour le tuer. Afin de sauver son époux, Manon arrive avant William chez Delaroche et tue celui-ci. Elle se réfugie chez sa cousine Nina, où elle se suicide, pensant ne jamais revoir William. Ayant découvert le meurtre de Delaroche et le véritable amour de son épouse, William rejoint Manon chez Nina et veut l'emmener aux États-Unis. En apprenant qu'il ne la rejette pas, Manon meurt heureuse dans les bras de William

## Fiche technique
- Titre français : La Dame des tropiques
- Titre original : Lady of the Tropics
- Réalisation : Jack Conway et Leslie Fenton (non crédité)
- Scénario : Ben Hecht
- Producteur : Sam Zimbalist
- Société de production : Metro-Goldwyn-Mayer
- Musique : Franz Waxman
- Photographie : George J. Folsey et Norbert Brodine
- Montage : Elmo Veron
- Direction artistique : Cedric Gibbons
- Décorateur de plateau : Edwin B. Willis
- Costumes : Adrian et Valles
- Pays d'origine : États-Unis
- Langue : anglais
- Format : Noir et blanc - Son : Mono (Western Electric Sound System)
- Genre : Drame romantique
- Durée : 92 minutes
- Date de sortie :
  - États-Unis : 11 août 1939

## Distribution
- Robert Taylor : William 'Bill' Carey
- Hedy Lamarr : Manon deVargnes Carey/Kira Kim
- Joseph Schildkraut : Pierre Delaroche
- Gloria Franklin : Nina
- Ernest Cossart : Père Antoine
- Mary Zimbalist : Dolly Harrison)
- Charles Trowbridge : Alfred Z. Harrison
- Frederick Worlock : Colonel Demassey
- Paul Porcasi : Lamartine
- Marguerita Padula : Madame Kya
- Cecil Cunningham : Comtesse Berichi
- Natalie Moorhead : Mme Hazlitt

Et, parmi les acteurs non crédités
- Leon Belasco : L'assistant du directeur
- Willie Fung : Ling
- Charles Halton : Le directeur de la fabrique de caoutchouc
- Frank Puglia : L'employé du télégraphe
- Georges Renavent : Le directeur de l'hôtel
- Edwin Stanley : M. Hype